# جوزيف جون وارتون
جوزيف جون تشيني وارتون (بالإنجليزية: Joseph John Cheyne Wharton)‏ (19 تشرين الثاني 1859 – 1923) ويعرف عموما جوزيف وارتون أو جوزيف تشيني وارتون، كان صحفيا في جنوب أستراليا ونيوساوث ويلز.

## التاريخ
ولد جوزيف جون وارتون في مدينة دبلين وهو يعتبر الابن الأكبر لوالده جيمس هنري وارتون. درس جوزيف في كلية ويسلي وفي كلية ترينتي في دبلين حيث حصل على درجة الشرف الأولى في الأدب الإنجليزي والكلاسيكي. هاجر جوزيف إلى جنوب أستراليا عام 1880 حيث عمل رئيس الأدب الكلاسيكي في كلية سانت بيتر وعمل أيضا لعدة سنوات في هيئة محررين جريدة السجل وهي أول جريدة في جنوب أستراليا. كان محررا لمجلة مجتمع شكسبير في جامعة أديلايد بين العامين 1887 – 1886.في عام 1887 عمل سكرتير السيد هربرت سانفورد، مفوض القسم البريطاني في معرض اليوبيل الدولي في جامعة أديلايد. وعمل محررا لمجلة الكنيسة الإنجليكانية، وفي عام 1890 عمل مؤسس ومحرر مجلة قصيرة الأمد بعنوان الحقيقة وهي جريدة اسبوعية لجامعة أديلايد في جنوب أستراليا، حيث نشرت في جامعة أديلايد وطبعت بواسطة هوسي وجيلينجهام في جنوب أستراليا. في عام 1891 عمل سكرتير لبورصة جامعة أديلايد.
بعد ذلك انتقل إلى جنوب مقاطعة ويلز حيث عمل لدى جريدة سيدني هيرالد. كان محررا لفترة من الوقت في جريدة باراماتا تايمز، وعمل أيضا على تحرير تاريخ يوبيل باراماتا.

## العائلة
تزوج من آنا فريديريكا في التاسع من تموز 1885 وأنجب منها ثلاثة أطفال:
- دوروثيا وارتون (1888)
- لاتيتيا وارتون (1890)
- فيليب وارتون (1893)